# La Bruère-sur-Loir

La Bruère-sur-Loir este o comună în departamentul Sarthe, Franța. În 2009 avea o populație de 265 de locuitori.